# Museo della focarazza
Il Museo della focarazza è una struttura museale situata nella frazione di Santa Caterina, nel comune di Roccalbegna (GR).

## Storia
Il museo è stato inaugurato nel 1987 all'interno di una ex fucina di un fabbro ferraio, per volere di Alessandro Giustarini (1947-2006), grande appassionato di storia locale e in seguito sindaco di Roccalbegna, allo scopo di documentare il lavoro e le tradizioni del territorio amiatino. Inizialmente denominato semplicemente Museo etnografico Santa Caterina, è stato rinnovato nel 2005, quando è entrato a far parte del Sistema museale Amiata grossetano. È inoltre inserito nella rete museale provinciale Musei di Maremma.

## Sale espositive

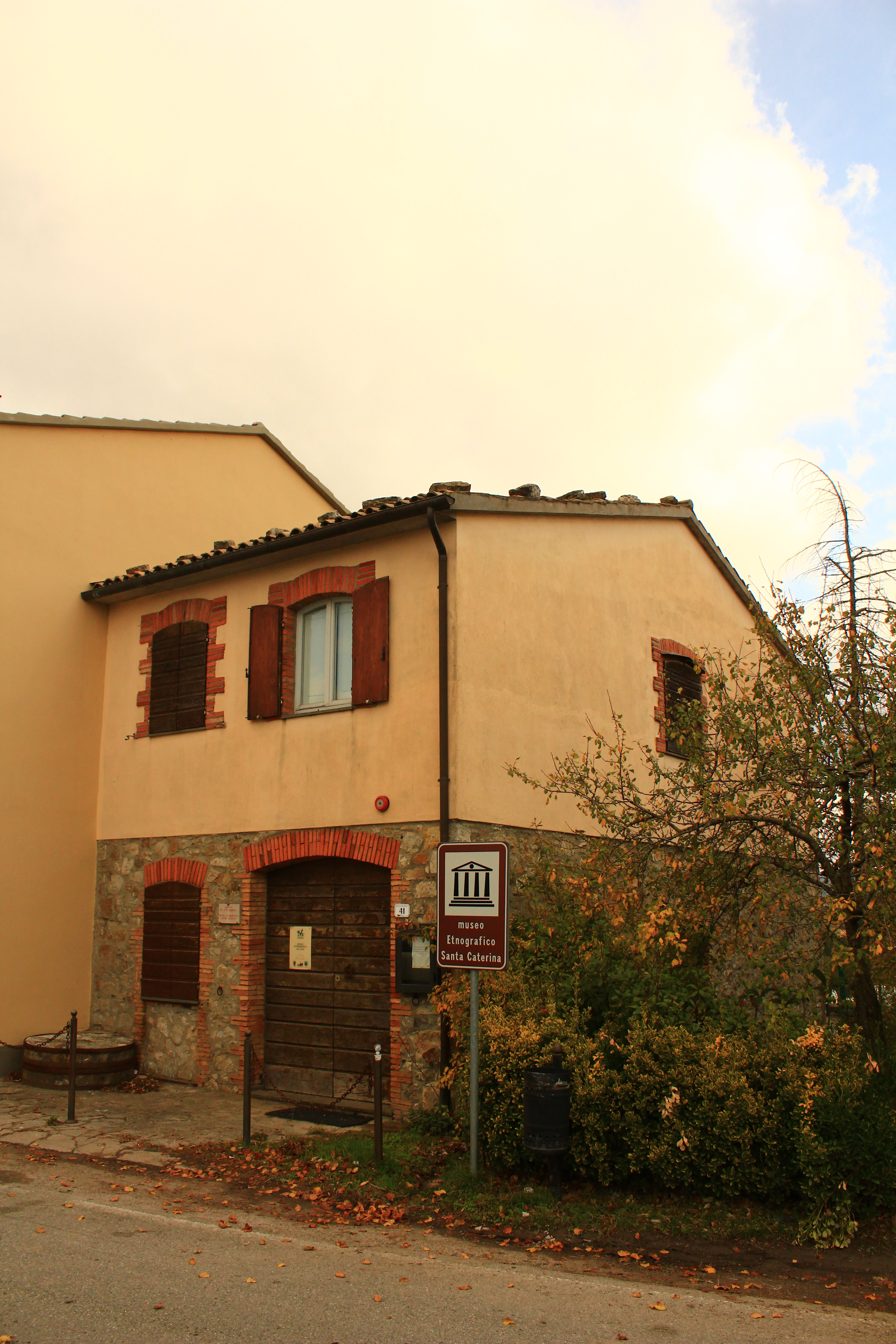
Lo stabile del museo, esterno

Il museo si articola in due piccole sale disposte sui due piani del piccolo stabile della vecchia bottega del fabbro.

### Piano terra
Al piano terra è situata l'esposizione di oggetti e strumenti riferibili alla vita domestica e al lavoro dell'uomo nel contesto rurale locale, tra XIX e XX secolo. La visita è corredata da pannelli tematici, suddivisi per argomento, utili ad illustrare gli oggetti esposti, alcuni conservati in vetrine, tramite l'ausilio di fotografie e didascalie.
La principale tematica del museo è quella incentrata sul fuoco, con la raccolta degli strumenti del carbonaio, del fabbro ferraio e del  fornaciaio, con i pannelli sulla lavorazione del pane e sul lavoro del vasaio; un altro tema affrontato è il tema dell'albero, con una ricca documentazione sulla raccolta della castagna. Tra i vari oggetti esposti sono da segnalare interessanti manufatti del fornaciaio, tegole e mezzane decorate con immagini varie, ma anche con l'impronta o il nome dell'artigiano, come a voler esprimere la propria personalità sui propri prodotti. Interessanti anche una raccolta di pignatti, pentole in terracotta), brocche, catini e altri generi di contenitori, provenienti in gran parte dai territori tufacei di Sorano e Pitigliano, e le collezioni dedicate ai riti religiosi, come la raccolta di croci augurali dei cantori del Maggio e gli strumenti per i festeggiamenti della Settimana Santa. Conclude la visita una sezione volta a illustrare il mondo dell'infanzia di un tempo, con la semplicità dei giochi fatti a mano: fionde, ruzzole, carretti e mulini costruiti con canne intrecciate, fischietti di legno o di coccio, bambole.

### Piano superiore
Il piano superiore è interamente dedicato al rito dello stollo e della focarazza, antico rito del fuoco che si svolge a Santa Caterina ogni 24 novembre. Al centro della sala è posizionato lo stollo, il tronco di albero che durante il rito viene conteso dagli abitanti delle varie contrade del paese. Alle pareti sono allestite due raccolte fotografiche: la prima si tratta di un servizio fotografico di quarantacinque foto commissionato dall'Archivio delle tradizioni popolari della Maremma grossetana nel 1982, in bianco e nero, che permette al visitatore di conoscere i momenti dello svolgimento del rito del fuoco, dalla preparazione preliminare alla festa finale; una seconda raccolta è invece quella della collezione personale di Alessandro Giustarini, che è invece a colori.